# Santa Ana (Anzoátegui)
Santa Ana is een gemeente in de Venezolaanse staat Anzoátegui. De gemeente telt 11.800 inwoners. De hoofdplaats is Santa Ana.